# 홍범식
홍범식(洪範植, 1871년 9월 7일(음력 7월 23일) ~ 1910년 양력 8월 29일)은 구한말의 관료이다. 본관은 풍산.

## 생애
충청북도 괴산 출생이며 아호는 일완(一玩)이다. 명문가 출신으로, 조부와 아버지 홍승목이 과거에 급제하여 고위 관직을 지낸 집안에서 태어났다.
유학을 공부하여 1888년 진사시에 합격하고 1902년부터 벼슬살이를 시작했다. 1907년 전라북도 태인군, 1909년 금산군에 발령 받아 군수로 재직했다.
1910년 8월 22일 한일 병합 조약의 체결 소식은 금산군수로 근무하면서 듣게 되었고, 일주일 후인 8월 29일 순종이 조약 체결을 공포하자 그날밤 빼앗긴 나라를 되찾으라는 내용의 유서를 남기고 목을 매어 자결했다ㄴ.

## 사후
1962년 건국훈장 독립장을 추서 받았다.

## 가계
- 조부 : 홍우길(洪祐吉), 이조판서 역임
  - 아버지 : 홍승목(洪承穆, 1847~1925), 병조판서 역임
    - 여동생 : 홍정식(洪貞植, 1882 ~ 1945.2), 풍양인 조완구(趙琬九, 1881 ~ 1954)에게 출가
    - 부인 : 조씨(? ~ 1950), 한국 전쟁 중 월북자의 가족이라 해서 사살되었다.
      - 아들 : 홍명희(洪命熹, 1888년.5.23 ~ 1968.3.5)
      - 며느리 : 민씨
        - 손자 : 홍기문(洪起文, 1903 ~ 1992) : 전 조선민주주의인민공화국 사회과학원 부원장

## 같이 보기
- 괴산 홍범식 고가 - 충청북도 민속문화재 제14호